# 緑川亨
緑川 亨（みどりかわ とおる、1923年（大正12年）11月8日 - 2009年（平成21年）7月20日）は、日本の実業家、編集者である。

## 経歴・人物
東京府（現在の東京都）に生まれる。立教大学卒業後の1950年（昭和25年）9月5日に岩波書店に入社し、当時勤務していた吉野源三郎に師事した。後に吉野が編集長を務める同社発行の雑誌であった『世界』の編集員となり、主に講和特集の編集に携わった。
その後は吉野の後継者として同誌の編集長を務め、1978年（昭和53年）5月30日より岩波家以外で初の岩波書店の代表取締役社長に就任する。社長退任後の1990年（平成2年）には『同時代ライブラリー』の刊行に携わり、1992年（平成4年）から相模女子大学の理事長となり以後1996年（平成8年）までその職にあたった。

## 著書
- 『ヨーロッパの地殻変動を語る』- 1990年3月15日に刊行。笹本駿二、藤村信との共著。